# سریش استپی
سریش استپی (نام علمی: Eremurus inderiensis) نام یکی از گونه‌های سردهٔ سریش  است. در مناطق استپی خشک دیده می شود. این گونه با سریش تماشائی بسیار نزدیک است. رنگ گل‌ها قهوه‌ای سبز و دمگل‌های کوتاه افراشته و با برگ‌ها و ساقهٔ پوشیده از کرک‌های نرم و ریز مشاهده می‌شود. زمان گلدهی در ماه اردیبهشت است.